# アバルト・124スパイダー
アバルト・124スパイダー(ABARTH 124 Spider)とは、フィアット・124スパイダーをチューンアップしてアバルトのブランドで販売された2ドアオープンカーである。かつて、マツダとの技術協力協定によって同社のND型ロードスターをベースとして作られていた。
仕向け地にかかわらず全ての仕様は広島県のマツダ宇品第1（U1）工場で製造されるが、日本向けはフィアット仕様を販売せずアバルト仕様のみが販売され、日本政府（国土交通省）の自動車型式認証においてはマツダを製造事業者とする国産車として取り扱われる。車台番号は他の国産車と異なり、型式記号-製造番号ではなく17桁の車両識別番号（VIN）となる。発売から4年間の日本の登録台数は2224台である。。
同車は｢2016-2017日本カー・オブ・ザ・イヤー10ベストカー｣を受賞した。これは、ベースとなるND型ロードスターが｢2015-2016日本カー・オブ・ザ・イヤー｣や｢ワールド・カー・オブ・ザ・イヤー｣を受賞したことが影響している。

## 概要
2013年1月、フィアットとマツダが提携に合意。当時は2015年からロードスターをベースとした後輪駆動の2シーターオープンカーをフィアット傘下であるアルファロメオ向けに供給するという内容であった。この提携の背景には、マツダ側は本社工場の生産効率を高め、フィアット側は商品力を高めてアルファロメオの世界販売台数を増やす目標があった。
2015年11月18日、ロサンゼルスオートショー2015にて「124スパイダー」の名で世界初公開。基本骨格や基本インテリアをロードスターと共用するも、前後意匠を初代124スパイダーをオマージュした造形とし、外見の印象はロードスターから大きく異なっている。またエンジンはマツダ製1.5L SKYACTIV-G（直列4気筒DOHC16バルブ）に代わって、フィアット製1.4L マルチエア（直列4気筒SOHC16バルブ）を搭載。ただし、提携当初に予定されていたアルファロメオブランドではなく、フィアットブランドでの登場となった。
2016年2月、ジュネーブモーターショー2016にて、アバルト版である「アバルト124スパイダー」を世界初公開。「124スパイダー」をさらにチューンし、ブレンボ製ブレーキ、ビルシュタイン製ダンパー、レコルト・モンツァのマフラー、トルクセンシング式LSDなど装備する。
2020年にベースモデルのフィアット版と合わせて生産終了となる予定。フィアットCEOのオリビエ・フランソワはAutocarのインタビューで「124の市場は非常にニッチであるが、我々に取って有益なビジネスである。しかし、フィアットの将来において特に重要ではない」と語っており、ブランド路線を重視して124の生産終了を決定したとされている。

## ラリー仕様
FIA R-GTカテゴリーで公認された124のラリーバージョンが存在し、レッドゾーン6,500rpmで300PS（221 kW; 296 hp）の1.8Lターボエンジンを搭載している。

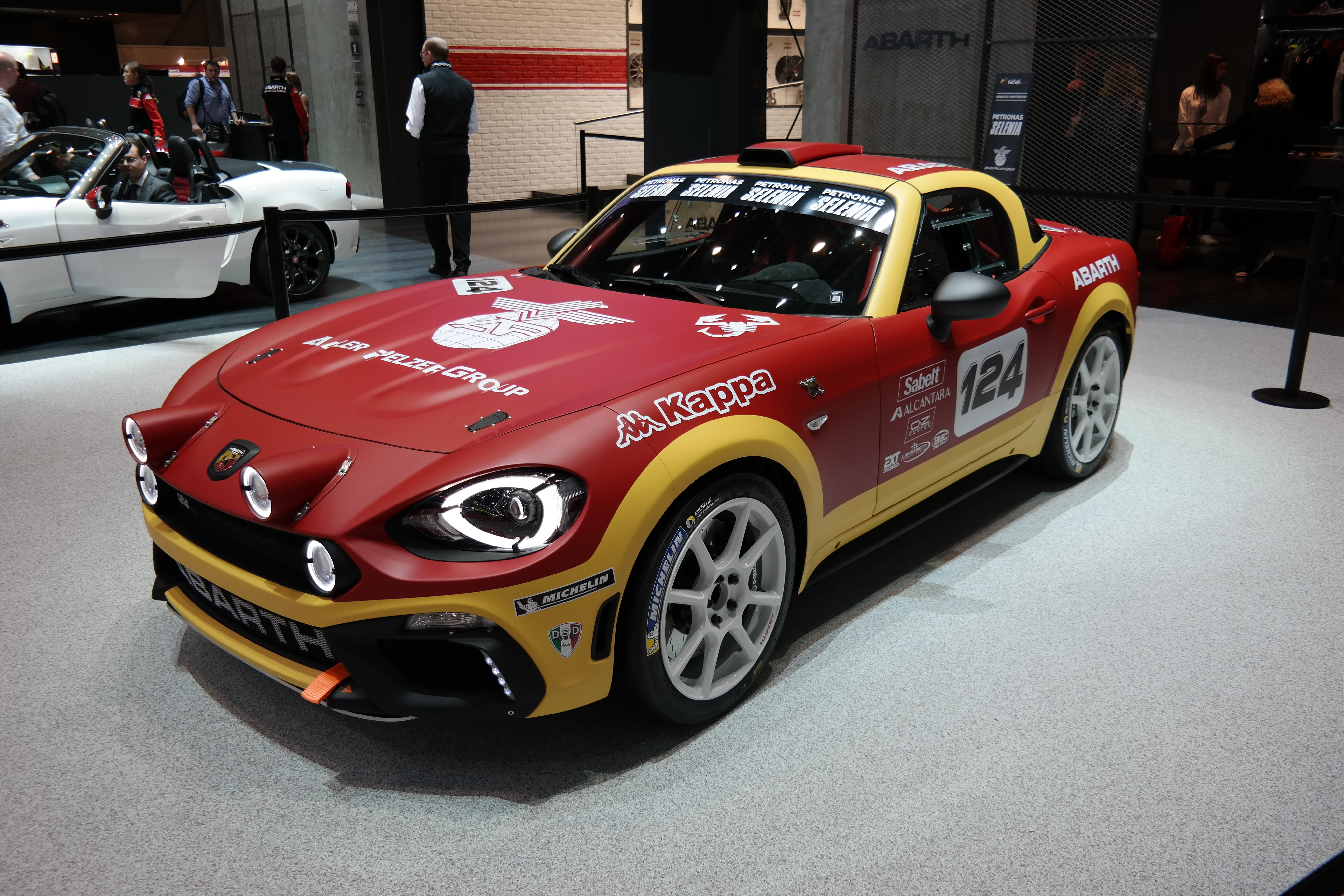
124アバルトR-GT
（ラリー仕様）

## ND系ロードスターとの違い
同車は4代目ロードスターをベースとしているが、全体的に差別化されている。
また、日本国内仕様において4代目ロードスターの型式が「ND#RC」（ソフトトップ車とRFで共通。#部は搭載エンジンによって異なり、1.5L（P5-VP/P5-VPR）車は「5」、2L（PE-VPR）車は「E」）となるのに対し、124スパイダーは「NF2EK」となっている。CBA-NF2EK (MT) ABA-NF2EK(AT)と分類される
メカニズム
- LSDについて、ロードスターではマニュアル車にのみトルクセンシング式スーパーLSDを装備（ただし国内仕様においてはソフトトップ車の「S」を除く）するのに対し、124スパイダーではオートマチック車を含む全車にトルクセンシング式LSDを装備する。

エクステリア

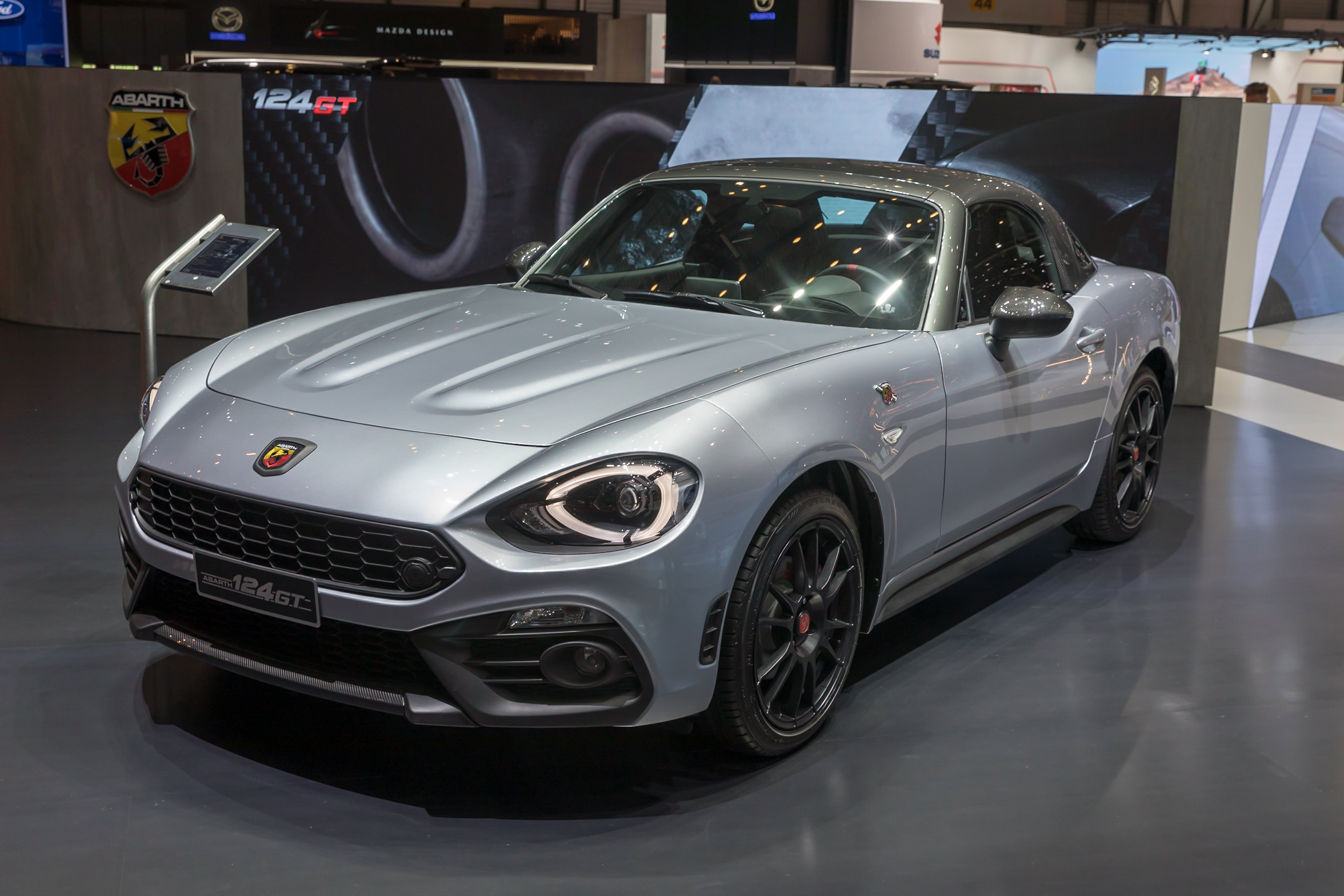
Abarth 124GT

- ロードスターではフロントもリアも上下左右を大きく絞り込んでいるが、アバルト124スパイダーではフロントグリルや灯火類を大きめとし、押し出しの効いたデザインとなっている[8]。
- 全長は124スパイダーが139 mm長く、トランク容量も約8.5 L大きい。
- ロードスターのトランクオープナースイッチは、トランクリッドとリアバンパーが繋がったデザインになっているためバンパー下部にあるが、124スパイダーはバンパー上部にある。
- ロードスターの日本仕様はリアフォグランプを装備しない（オプションとしても設定されていない）のに対し、124スパイダーでは日本仕様にもリアフォグランプを装備する。また、リアフォグランプの装着位置はロードスター（リアフォグランプ非装備の地域（日本、北米、オーストラリア及びニュージーランドなど）を除く）のリアバンパー下端にある後退灯（仕向地によって左右どちらかの後退灯と入れ替える）位置に対し、124スパイダーはリアバンパー下部中央となる。

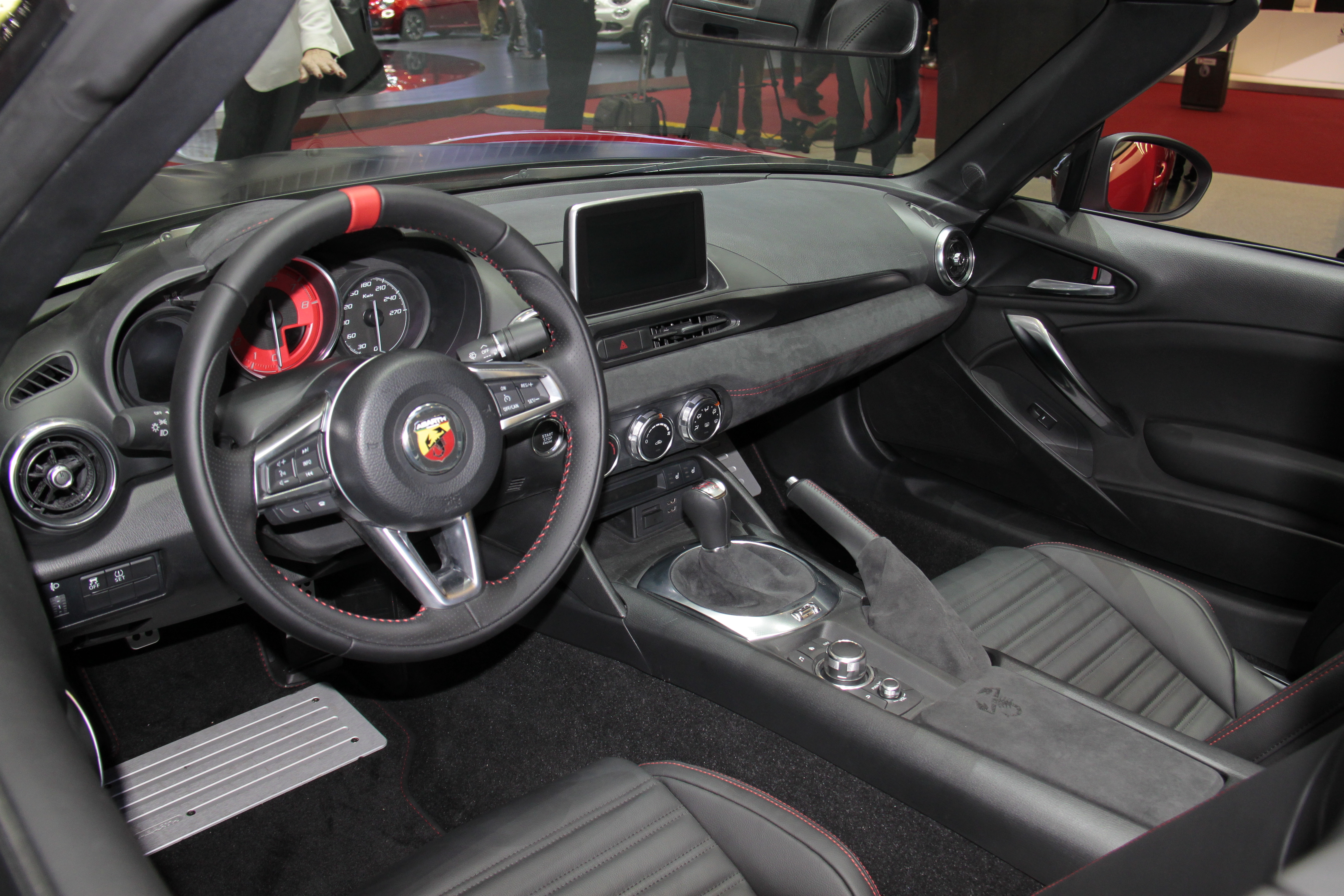
インテリア
インテリアはほとんど同一だが、わずかな違いがある。
- ステアリングセンターのマツダCIの部分をアバルトのマークに変更し、ステアリング自体もステアリングのセンターを示すために上部中央だけ赤い革に変更されている。また、センターアームレスト表皮にサソリのマークも入る。
- ロードスターのS leather packageは合皮部分がアルカンターラになっている。
- スピードメーターはロードスターが200 km/hまで表示されているのに対し、124スパイダーは270 km/hまで表示されている。
- また、124スパイダーではドア内側が使いやすい形状に変更され、シフトノブの形状も変更された。但し、日本仕様におけるワイパースイッチとターンシグナルスイッチの位置は日本国内向けロードスターと同じである。
- ロードスターではオートマチック車にのみ変速制御を切り替えるドライブセレクションスイッチをシフトレバー周辺に配置するのに対し、124スパイダーではマニュアル車にも同位置に特性切り替えスイッチを装備するが、124スパイダーではトランスミッションの制御ではなくエンジンの制御を切り替えるSPORTモードスイッチとして動作する。

カーナビゲーションシステム及びインフォテインメントシステム
どちらもマツダコネクトを取り入れているが（フィアット名は「FIAT CONNECT 7.0」）、ロードスターは始動時にマツダのロゴが表示されることに対し、124スパイダーでは始動時にアバルトのロゴが表示される。
トランスミッション
- マニュアル・トランスミッションについて、ロードスターでは新規開発したFR用SKYACTTIV-MTによって軽量化を図っている。一方124スパイダーでは過給エンジンを用いる故のトルク対応や今後の発展性を鑑みて、トランスミッションベルハウジングを取り入れるなどしてより許容トルクの大きなNC系ロードスター用のトランスミッションを採用している。
- オートマチック・トランスミッションは同一のアイシンAW（現:アイシン）製6速電子制御AT（SKYACTIV-DRIVE）を用いるが、ディファレンシャルの最終減速比は異なる設定とされている。

## ベースモデル（フィアット・124スパイダー）との違い
アバルトブランドの各車はもともとフィアット車のカスタマイズ版として発売されており、124スパイダーにおいてもフィアットのモデルをチューンアップしている。
- アバルト仕様ではベースモデルの140馬力から30馬力高い170馬力を発生させている。なお、このエンジンはフィアット向け共々イタリアからの輸入でマツダに納入され、マツダ本社工場の生産ラインで車両に組み付けられる。

- 足回りはスプリングレートの高いスポーツサスペンションとなり、ブレーキも出力の向上に合わせてフロントがブレンボ製に強化されるとともに、トルセンLSDを装備している[9]。